# Mister Brasil Mundo
O concurso Mister Brasil Mundo é uma competição de beleza masculina que visa eleger entre representantes das unidades da federeção e ilhas brasileiras um candidato ao título de o homem mais bonito do país e representar o Brasil no concurso Mister Mundo. O concurso foi criado pela Organização Miss Brasil Mundo presidido pelo sr. Henrique Fontes, sendo este o único credenciado em todo o Brasil pelo Mister Mundo, com sede em Londres, Inglaterra, e presidida pela Sra. Julia Morley. No eventos também podem ser escolhidos os representantes brasileiros de outros concursos masculinos tais como o Manhunt Internacional, Mister Internacional, Mister Terra e International Man.

## Vencedores
- As edições dos anos de 1998,2000,2002-2006 e2009  não foram realizadas.

| Ano  | Mister Brasil Mundo       | Estado/Ilha       | No Mister Mundo                                                                      |
| ---- | ------------------------- | ----------------- | ------------------------------------------------------------------------------------ |
| 1996 | Thierre Di Castro Garrito | São Paulo         | * não se classificou                                                                 |
| 1997 | Edilson Leite Ferreira    | Distrito Federal  | *competiu no ano posterior, 1998, não se classificou                                 |
| 1999 | Ramílio Zampiron Júnior   | Distrito Federal  | *competiu no ano posterior, 2000, Semifinalista (Top 10)                             |
| 2001 | Gustavo Gianetti          | Rio de Janeiro    | * concorreu em 2003, foi eleito Mister Mundo 2003                                    |
| 2007 | Lucas Barbosa Gil         | Pará              | 2º. Lugar                                                                            |
| 2008 | Vinicius Ribeiro          | Espírito Santo    | * não houve edição do concurso                                                       |
| 2010 | Jonas Fernando Sulzbach   | Ilha dos Lobos    | Semifinalista (Top 15)                                                               |
| 2011 | Lucas Malvacini           | Ilhas de Búzios   | * Não houve edição do concurso, disputou o Manhunt Int' 2011, mas não se classificou |
| 2012 | Willian Rech              | Rio Grande do Sul | TBA                                                                                  |

### História do Concurso Mister Brasil Mundo
- 1996

O primeiro representante do Brasil no Mister Mundo foi Thierre de Castro, Mister São Paulo Estudantil, e indicado como representante brasileiro de 1996.
- 1997

A primeira edição de Mister Brasil Mundo aconteceu em 1997, em Cuiabá, e o vencedor foi o Mister Distrito Federal, Edilson Leite Ferreira. Ele concorreu ao Mister Mundo 1998, em Portugal.
- 1999

Em 1999, no Canecão, Rio de Janeiro, o Distrito Federal conquista seu bicampeonato com Emilio Zampiron, que concorreu na Escócia, e tornou-se o primeiro brasileiro classificado entre os semifinalistas do Mister Mundo.
- 2001

No ano de 2001 pela primeira vez no nosso país, foram escolhidos no mesmo evento a Miss Mundo Brasil e o Mister Brasil Mundo . Gustavo Gianetti, do Rio de Janeiro só iria participar do Mister Mundo em 2003 onde sagrou-se o vencedor em Londres, Inglaterra.
- 2007

A organização Miss Mundo Brasil adquiriu os direitos de escolher os representantes brasileiros no ano de 2006, bem como a escolha da Miss Mundo Brasil. A primeira edição realizada pela atual organização aconteceu em 2007, Curitiba, Paraná, cujo vencedor foi Lucas Gil, Mister Pará. No Mister Mundo 2007, Lucas Gil, ficou atrás apenas do vencedor Juan García Postigo, da Espanha.
- 2008

O concurso de Mister Brasil Mundo 2008 teve lugar em março de 2008, em Poços de Caldas. No evento estiveram presentes o Mister Mundo 2007, Juan García Postigo e o Mister International 2007, Alan Martini Bianco. Vinicius Ribeiro, Mister Espírito Santo, foi o vencedor, mas não representou o país no Mister Mundo, pois não foram realizadas edições do evento internacional nos anos de 2008 e 2009.
- 2010

O Mister Brasil Mundo 2010, pela primeira vez na história do concurso, permitiu a participação de representantes de ilhas brasileiras.Em São Paulo, o vencedor Jonas Sulzbach, representou a Ilha dos Lobos (RS) e participou do Mister Mundo em Incheon, Coréia, onde venceu a prova "Top Model" e foi semifinalista.
- 2011

A edição do concurso foi realizada no dia 7 de maio de 2011, em Angra dos Reis, Rio de Janeiro, o vencedor foi o representante das Ilhas de Búzios, Lucas Malvacini. Como não ocorreu a edição do Mister Mundo, Lucas Malvacini disputou o Manhunt Internacional, porém não se classificou.
- 2012

Em 2012, Willian Rech, Mister Rio Grande do Sul 2011, foi aclamado Mister Brasil 2012, durante a cerimônia de coroação do Mister Rio Grande do Sul 2012, realizado no dia 17 de junho, em Novo Hamburgo.

## Títulos por Estado
| Títulos | Estado/Ilha       | Vitórias   |
| ------- | ----------------- | ---------- |
| 02      | Distrito Federal  | 1997, 1999 |
| 01      | Rio Grande do Sul | 2012       |
| 01      | Ilhas de Búzios   | 2011       |
| 01      | Ilha dos Lobos    | 2010       |
| 01      | Espírito Santo    | 2008       |
| 01      | Pará              | 2007       |
| 01      | Rio de Janeiro    | 2001       |
| 01      | São Paulo         | 1996       |

## Histórico do Mister Brasil Mundo
| Rank | Estado/Ilha             | 1ª Col. | 2ª Col. | 3ª Col. | 4ª Col. | 5ª Col. | 6ª Col. | Final. | Semi. | Parti. |
| ---- | ----------------------- | ------- | ------- | ------- | ------- | ------- | ------- | ------ | ----- | ------ |
| 01º  | Distrito Federal        | 3       |         | 1       |         |         |         |        | 2     | 8      |
| 02º  | Rio Grande do Sul       | 1       | 1       | 1       |         |         |         |        | 5     | 7      |
| 03º  | São Paulo               | 1       |         | 1       |         | 1       | 1       |        | 3     | 8      |
| 04º  | Rio de Janeiro          | 1       |         |         | 1       |         |         |        | 2     | 7      |
| 05º  | Espírito Santo          | 1       |         |         |         | 1       |         |        | 2     | 6      |
| 06º  | Pará                    | 1       |         |         |         |         |         |        | 3     | 5      |
| 07º  | Ilha dos Lobos          | 1       |         |         |         |         |         |        | 2     | 4      |
| 08º  | ' Ilhas de Búzios'      | 1       |         |         |         |         |         |        | 1     | 2      |
| 09º  | Minas Gerais            |         | 1       | 1       |         |         | 1       | 1      | 1     | 7      |
| 10º  | Roraima                 |         | 1       |         |         |         | 1       |        | 1     | 7      |
| 11º  | Goiás                   |         | 1       |         |         |         | 1       |        | 1     | 6      |
| 12º  | Ilha dos Marinheiros    |         | 1       |         |         |         |         |        | 1     | 4      |
| 13º  | Pernambuco              |         |         | 1       |         |         |         | 1      | 1     | 7      |
| 14º  | Paraná                  |         |         | 1       |         |         |         |        | 2     | 7      |
| 15º  | Mato Grosso             |         |         |         | 1       |         |         |        | 5     | 7      |
| 16º  | Rio Grande do Norte     |         |         |         | 1       |         |         |        | 2     | 6      |
| 17º  | Paraíba                 |         |         |         | 1       |         |         |        |       | 6      |
| 18º  | Atol das Rocas          |         |         |         | 1       |         |         |        | 1     | 2      |
| 19º  | Amazonas                |         |         |         |         | 1       |         |        | 2     | 6      |
| 20º  | Rondônia                |         |         |         |         | 1       |         |        |       | 7      |
| 21º  | Alagoas                 |         |         |         |         | 1       |         |        | 2     | 6      |
| 22º  | Alcatrazes              |         |         |         |         | 1       |         |        | 1     | 4      |
| 23º  | Santa Catarina          |         | 1       |         | 1       |         | 1       |        | 2     | 7      |
| 24º  | Piauí                   |         |         |         |         |         | 1       |        | 2     | 7      |
| 25º  | Bahia                   |         |         |         |         |         |         | 1      |       | 6      |
| 25º  | Amapá                   |         |         |         |         |         |         | 1      |       | 6      |
| 27º  | Itaparica               |         |         |         |         |         |         | 1      |       | 1      |
| 28º  | Mato Grosso do Sul      |         |         |         |         |         |         |        | 2     | 7      |
| 29º  | Fernando de Noronha     |         |         |         |         |         |         |        | 4     | 4      |
| 29º  | São Pedro e São Paulo   |         |         |         |         |         |         |        | 2     | 2      |
| 31º  | Sergipe                 |         |         |         |         |         |         |        | 1     | 7      |
| 31º  | Tocantins               |         |         |         | 1       |         |         |        | 1     | 7      |
| 33º  | Acre                    |         |         |         |         |         |         |        | 3     | 6      |
| 34º  | Maranhão                |         |         |         |         |         |         |        | 1     | 4      |
| 35º  | Ceará                   |         |         |         |         |         |         |        |       | 3      |
| 35º  | Ilha Grande             |         |         |         |         |         |         |        |       | 2      |
| 35º  | Trindade e Martim Vaz   |         |         |         |         |         |         |        |       | 2      |
| 38º  | Ilhabela                |         | 1       |         |         |         |         |        | 1     | 3      |
| 38º  | Ilha do Mel             |         |         |         |         |         |         |        | 1     | 3      |
| 38º  | Ilha Anchieta           |         |         |         |         |         |         |        |       | 1      |
| 38º  | Ilha de Porto Belo      |         |         |         |         |         |         |        | 1     | 2      |
| 38º  | Ilhas de Angra          |         |         |         |         |         |         |        |       | 1      |
| 38º  | Ilhas de Florianópolis  |         |         |         | 1       |         |         |        |       | 3      |
| 38º  | Ilhas do Araguaia       |         |         |         |         |         |         |        |       | 3      |
| 38º  | Ilhas do Delta do Jacuí | 1       |         |         |         |         |         |        | 1     | 3      |

## Outros concursos credenciados da Organização[5]

### Manhunt Brasil Internacional
- Não houve edição do concurso internacional nos anos de 1996, 2003, 2004 e 2009. O Brasil não teve representantes nos anos de 1998 e 1999. Alex de Assis Nunes, do Rio Grande do Sul, concorreu dois anos consecutivos(2005 e 2006).

| Ano  | Manhunt Brasil Internacional | Estado/Ilha          | No Manhunt Internacional                                                         |
| ---- | ---------------------------- | -------------------- | -------------------------------------------------------------------------------- |
| 1995 | Antonio Robson Picolli       | Paraná               | * não se classificou                                                             |
| 1997 | Carlos Alberto Azevedo       | Rio Grande do Sul    | * não se classificou, Segundo lugar em Traje Típico                              |
| 2000 | Diego Steil                  | São Paulo            | * não se classificou                                                             |
| 2001 | Leonardo Ramos               | Amazonas             | Semifinalista (Top 12), Segundo Lugar Mr.Talento                                 |
| 2002 | Frederic Sauver              | Desconhecido         | *não se classificou                                                              |
| 2005 | Alex de Assis Nunes          | Rio Grande do Sul    | * não se classificou, Mr. Personalidade, Segundo Lugar Mr. Popularidade Internet |
| 2006 | Alex de Assis Nunes          | Rio Grande do Sul    | Semifinalista(2006),Mr. Popularidade Internet, Segundo Lugar Mr. Talento         |
| 2007 | Paulo César Sales            | Minas Gerais         | * não se classificou                                                             |
| 2008 | Thiago Testoni               | Minas Gerais         | * Semifinalista                                                                  |
| 2010 | Marlon di Gregori            | Ilha dos Marinheiros | 3º. Lugar                                                                        |
| 2011 | Lucas Malvacini              | Ilhas de Búzios      | Não se classificou                                                               |
| 2012 | TBA                          | TBA                  | TBA                                                                              |

### Mister Brasil Internacional
- O concurso Mister International foi realizado entre os anos de 1998 e 2003 com sede na India, patrocinado pela Graviera [6]. Foi criado um novo concurso com mesmo nome no ano de 2006 por Alam Sim, organizador do concurso Mister Cingapura.[7]. O Brasil não teve representantes entre 1999 e 2003, 2006 e 2009.

| Ano  | Mister Brasil Internacional | Estado                | No Mister Internacional   |
| ---- | --------------------------- | --------------------- | ------------------------- |
| 2007 | Alan Bianco Martini         | Rio Grande do Sul     | Mister Internacional 2007 |
| 2008 | Maciel Moreno Mendes        | Minas Gerais          | Semifinalista (Top 10)    |
| 2010 | Caio Lucius Ribeiro         | São Paulo             | 2º. Lugar                 |
| 2011 | César Curti                 | Distrito Federal      | Mister Internacional 2011 |
| 2012 | Ricardo Magrino             | São Pedro e São Paulo | TBA                       |

### Mister Brasil Universo
| Ano  | Mister Brasil Universo | Estado              | No Mister Universe Model |
| ---- | ---------------------- | ------------------- | ------------------------ |
| 2008 | Cleber Ferreira        | Paraná              | *Não se classificou      |
| 2009 | Assad Haddad Neto      | Rondônia            | Semifinalista (Top 12)   |
| 2010 | Daniel de Jesus        | Minas Gerais        | Semifinalista (Top 15)   |
| 2011 | Roque Júnior           | Mato Grosso         | *Não se classificou      |
| 2012 | Marcus Raphael Duarte  | Fernando de Noronha | *TBD                     |

### Mister Terra Brasil
- Evento realizado na Guatemala em 2007, 2009 e agora em 2011 [12]

| Ano  | Mister Terra Brasil | Estado              | No Mister Terra             |
| ---- | ------------------- | ------------------- | --------------------------- |
| 2007 | Landerson Braga     | Rio Grande do Norte | Vencedor                    |
| 2011 | Ralph Santos        | Santa Catarina      | Segundo Lugar - Mister Fire |

### International Man Brasil
- Edição única do evento em 2007, o Brasil foi representado por Lucas Gil e Fernando de Noronha por Jonas Caetano[13].

| Ano  | International Man Brasil | Estado/Ilha         | No International Man |
| ---- | ------------------------ | ------------------- | -------------------- |
| 2007 | Lucas Gil                | Pará                | Terceiro Lugar       |
| 2007 | Jonas Caetano            | Fernando de Noronha | Top 5                |